# Jeremy Miliker

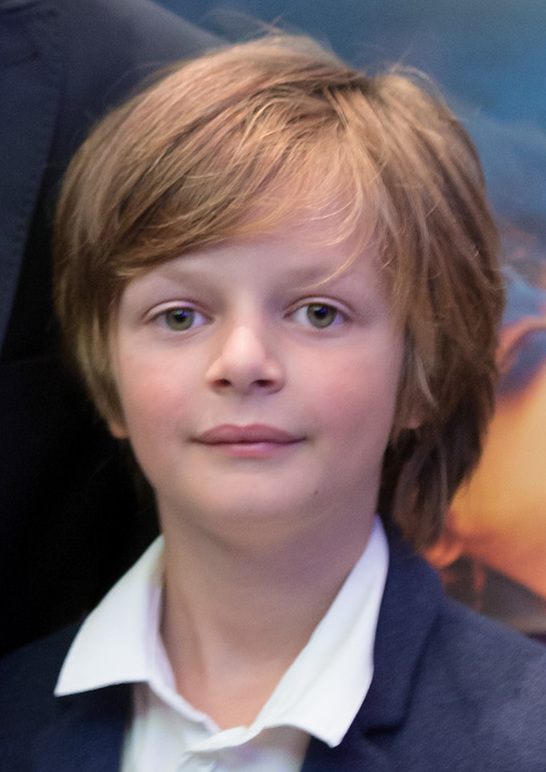
Jeremy Miliker (2017)

Jeremy Miliker (* 2008 in St. Johann im Pongau) ist ein österreichischer Schauspieler.

## Leben
Jeremy Miliker nahm im Alter von sieben Jahren an einem Casting für den Film Die beste aller Welten von Adrian Goiginger teil und wurde für die Hauptrolle besetzt. Er spielt darin die Rolle des Adrian, den Sohn einer heroinabhängigen Frau, dargestellt von Verena Altenberger, die versucht, ihre Sucht zu überwinden und vor ihrem Sohn zu verbergen, den sie über alles liebt und dem sie die bestmögliche Mutter sein möchte. Der Film wurde auf der Berlinale 2017 uraufgeführt und dort mit dem Kompass-Perspektive-Förderpreis ausgezeichnet. Im Rahmen der Romyverleihung 2018 wurde Jeremy Miliker für seine Darstellung in Die beste aller Welten in der Kategorie Bester Nachwuchs männlich als bis dahin jüngster Preisträger mit einer Romy ausgezeichnet.
2017 war er auch im Fernsehfilm Die Notlüge aus der Reihe Stadtkomödie an der Seite von Andreas Kiendl, Brigitte Hobmeier, Josef Hader und Pia Hierzegger zu sehen, er verkörperte darin die Rolle des Luki. Außerdem stand er für Dreharbeiten zum Fernsehfilm Steirerkind von Wolfgang Murnberger aus der Reihe Landkrimi vor der Kamera. Ebenfalls 2017 drehte er für das Familiendrama Balanceakt von Vivian Naefe.
2018 stand er für den Weihnachtsfilm Pauls Weihnachtswunsch der ZDF-Reihe Magische Momente in der Titelrolle an der Seite von Petra Schmidt-Schaller, Axel Stein und Matthias Koeberlin vor der Kamera. Außerdem drehte er für die ORF-Miniserie M – Eine Stadt sucht einen Mörder von David Schalko und für den Kinofilm Narziß und Goldmund von Stefan Ruzowitzky als junger Goldmund.
Im Herbst 2018 war er Teil der Jury der Kinderkoch-Show Das jüngste Gericht auf Puls 4. In der im Februar 2021 erstausgestrahlten Folge Atemlos der ZDF/ORF-Serie Der Bergdoktor übernahm er an der Seite von Linda Stockfleth als seine Schwester Nina die Rolle des Max Tauber.

## Auszeichnungen und Nominierungen
- 2018: Romyverleihung 2018 – Auszeichnung in der Kategorie Bester Nachwuchs männlich für Die beste aller Welten[5]
- 2018: Winter Film Awards (WFA) in New York City – Auszeichnung in der Kategorie Bester Schauspieler[11]
- 2018: Riverside Film Festival – Nominierung in der Kategorie Best Actor für Die beste aller Welten[12]

## Filmografie (Auswahl)
- 2017: Die beste aller Welten (Kinofilm)
- 2017: Arthur & Claire (Kinofilm)
- 2017: Stadtkomödie – Die Notlüge (Fernsehreihe)
- 2018: Landkrimi – Steirerkind (Fernsehreihe)
- 2018: Die Toten von Salzburg – Zeugenmord (Fernsehreihe)
- 2018: Magische Momente: Pauls Weihnachtswunsch (Fernsehfilm)
- 2019: M – Eine Stadt sucht einen Mörder (Miniserie)
- 2019: Balanceakt (Fernsehfilm)
- 2020: Narziss und Goldmund (Kinofilm)
- seit 2020: Barbaren (Fernsehserie)
- 2021: Der Bergdoktor – Atemlos (Fernsehserie)
- 2021: SOKO Kitzbühel – Auf der Flucht (Fernsehserie)
- 2021: Westwall (Fernsehserie)
- 2022: Die Toten vom Bodensee – Unter Wölfen (Fernsehreihe)
- 2023: Am Ende wird alles sichtbar
- 2024: Schnell ermittelt – Max Stöger (Fernsehserie)